# Сендзін
Сендзін (пол. Sędzin) — село в Польщі, у гміні Закшево Александровського повіту Куявсько-Поморського воєводства.
Населення — 258 осіб (2011).
У 1975-1998 роках село належало до Влоцлавського воєводства.

## Демографія
Демографічна структура станом на 31 березня 2011 року:
|          | Загалом | Допрацездатний вік | Працездатний вік | Постпрацездатний вік |
| -------- | ------- | ------------------ | ---------------- | -------------------- |
| Чоловіки | 129     | 23                 | 85               | 21                   |
| Жінки    | 129     | 22                 | 67               | 40                   |
| Разом    | 258     | 45                 | 152              | 61                   |